# Júlio César Leal
JC Leal, właśc. Júlio César Leal Junior (ur. 13 kwietnia 1951 w Itajubá) – brazylijski trener piłkarski.

## Kariera trenerska
Karierę szkoleniowca rozpoczął w 1976 roku. Najpierw do 1983 trenował juniorskie drużyny CR Flamengo i CR Vasco da Gama. Potem trenował kluby pierwszą drużynę Vasco da Gama.
W latach 1985–1987 pomagał Carlosu Alberto Parreire prowadzić reprezentację Zjednoczonych Emiratów Arabskich. Od 1991 do 1995 pracował z reprezentacją Brazylii U-20. Później trenował kluby EC Bahia, Bragantino, América (SP), Guarani FC, Fluminense FC, América de Natal, Sport, Coritiba, Remo, Kazma, CR Flamengo.
W 2006 kierował reprezentację Tanzanii. Następnie trenował kluby Yokohama FC, AmaZulu, Moroka Swallows i Orlando Pirates.

## Sukcesy i odznaczenia

### Sukcesy trenerskie
Brazylia U-20
- mistrz Ameryki Południowej U-20: 1991, 1992, 1995
- mistrz świata U-20: 1993

Fluminense
- zdobywca Copa do Rio de Janeiro: 1998

Sport
- mistrz Campeonato Pernambucano: 1999

Remo
- mistrz Campeonato Paraense: 2003

Moroka Swallows
- zdobywca Nedbank Cup: 2009

Orlando Pirates
- mistrz RPA: 2011